# Buddy Tate
George Holmes Tate, detto Buddy (Sherman, 22 febbraio 1913 – Chandler, 10 febbraio 2001), è stato un sassofonista e clarinettista statunitense.

## Discografia da leader
- Jumpin' on the West Coast (Blue Lion, 1947)
- Swinging Like Tate (Felsted, 1958)
- The Madison Beat (Harmony, 1959)
- Tate's Date (Swingville, 1960)
- Tate-a-Tate (Swingville, 1960) con Clark Terry
- Buck & Buddy (Swingville, 1960) con Buck Clayton
- Groovin' with Buddy Tate (Swingville, 1961)
- Buck & Buddy Blow the Blues (Swingville, 1961) con Buck Clayton
- And His Celebrity Club Orchestra Vol. 2 (Black & Blue, 1968)
- Unbroken (MPS, 1970)
- Broadway (Black & Blue, 1972)
- Buddy Tate and His Buddies (Chiaroscuro, 1973)
- The Texas Twister (Master Jazz Recordings, 1975)
- Jive at Five (Storyville, 1975)
- Our Bag (Riff, 1975)
- Kansas City Joys (Sonet, 1976)
- And His Celebrity Club Orchestra (Black & Blue, 1976)
- Tate A Tete At La Fontaine - Buddy Tate Quartet & Quintet Featuring Tete Montoliu (Storyville, 1976)
- Buddy Tate Meets Dollar Brand (Chiaroscuro, 1977) con Dollar Brand
- Live at Sandy's (Muse, 1978)
- Hard Blowin' (Muse, 1978)
- The Great Buddy Tate (Concord, 1981)
- The Ballad Artistry (Sackville, 1981)
- Just Jazz (Uptown Records, 1984) con Al Grey
- Just Friends (Muse, 1990 [1992]) con Nat Simkins e Houston Person